# Guirguillano
Guirguillano település Spanyolországban, Navarra autonóm közösségben. Guirguillano Puente La Reina, Artazu, Mañeru, Cirauqui, Guesálaz, Salinas de Oro, Bidaurreta és Belascoáin községekkel határos. Lakosainak száma 73 fő (2024).

## Népesség
A település népessége az elmúlt években az alábbi módon változott:
| Lakosok száma | 72   | 94   | 96   | 87   | 102  | 86   | 75   | 78   | 80   | 73   |
|               | 2001 | 2004 | 2006 | 2009 | 2011 | 2014 | 2016 | 2019 | 2021 | 2024 |